# Милли, Джаннина
Джаннина Милли (итал. Giannina Milli; 24 мая 1825, Терамо, Королевство Обеих Сицилий — 8 октября 1888, Флоренция, Королевство Италия) — итальянская поэтесса, писательница и педагог. Импровизатор, во время выступлений мгновенно сочиняла стихи на темы, предложенные зрителями. Поэзия Джаннины Милли посвящена любви к родине. Была активной сторонницей Рисорджименто.

## Биография
Джаннина Милли родилась 24 марта 1825 года в Терамо, в Королевстве Обеих Сицилий. В раннем детстве у неё проявилась способность писать стихи. Начальное образование получила на дому. В 1842 году, после краткого пребывания в пансионатах для девочек в Кьети и Неаполе, вернулась в родной город, где её учителями были писатель Стефано Де Мартини и музыкант Камилло Брускелли.
24 июня 1847 года в Терамо состоялось её дебютное выступление в качестве поэта-импровизатора, которое прошло с успехом. С 1850 по 1860 год, всегда в присутствии матери, выступала в Неаполе, Риме, Флоренции, Болонье и Милане, в Апулии и Сицилии. Во время путешествий посещала театры и литературные салоны.
Джаннина Милли пропагандировала в стихах идеи борьбы итальянцев за объединение Италии, выступала против тирании абсолютных монархий. За симпатии к движению Рисорджименто ей угрожали тюремным заключением.
Она была другом и состояла в переписке с известными итальянскими патриотами — мыслителем и политиком Алессандро Мандзони, литературным критиком Франческо Де Санктисом, историком Паскуале Виллари, поэтами Джованни Прати и Алеардо Алеарди, мемуаристом Луиджи Сеттембрини и писателем Альчесте Де Лоллисом. Её подругами были патриотки Клара Маффеи, у которой она часто гостила, Луиджа Кодемо, Эуджения Фортис, Эмилия Перуцци и Чезира Поццолини.
В 1865 году поэтесса была назначена Министерством образования Королевства Италия инспектором школ для девочек в Тоскане, Кампании и Апулии. В 1872 году её пригласили в Рим, чтобы возглавить новую светскую женскую школу для подготовки учителей. В 1876 году она вышла замуж за Фердинандо Кассоне, школьного инспектора, вместе с которым побывала во многих городах Италии, пока, наконец, не оказалась снова во Флоренции, где скончалась 8 октября 1888 года.

## Наследие
Обширная переписка Джаннины Милли ныне хранится в Национальной центральной библиотеке Флоренции и Провинциальной библиотеке Мелькьорре Дельфико в Терамо. В последней также находится коллекция фотографий поэтессы: 4 альбома с 400 портретами современников, выдающихся деятелей культуры Италии того времени.
Тексты и стихи Джаннины Милли входят в многочисленные собрания, опубликованные в XIX—XX веках в Италии. В 1848 году в Терамо Джаннина Милли издала первый поэтический сборник «Разные стихи» (итал. Poesie varie). При жизни поэтессы во Флоренции её стихи были изданы в двух томах в издательстве Феличе Ле Монньер в 1862—1863 годах.

## Поэзия
- Giannina Milli. Стихи = Poesie (итал.). — Firenze: Felice Le Monnier, 1862. — Vol. 1. — 495 p.

- Giannina Milli. Стихи = Poesie (итал.). — Firenze: Felice Le Monnier, 1863. — Vol. 2. — 479 p.